# Angela Krauß
Angela Krauß (* 2. května 1950, Chemnitz) je německá spisovatelka.

## Životopis
Angela Krauß studovala od 1969 do 1972 reklamu na Fachhochschule für Werbung und Gestaltung v Berlíně. V období 1976 – 1979 studovala na Deutsches Literaturinstitut Leipzig v Lipsku, kde od roku 1981 žije jako spisovatel na volné noze. V roce 2000 přerušila docenturu na
paderbornské univerzitě.
Ve svém díle nabízí detailní a skeptický pohled na pozdní DDR a období německého sjednocení.
Angela Krauß je členkou německého PEN- centra a saské akademie umění; od roku 2006 je řádným členem Akademie der Wissenschaften und der Literatur.

## Ocenění
- Cena Hanse Marchwitze (1986)
- Cena Ingeborg Bachmannové, Klagenfurt (1988)
- Berliner Literaturpreis (1995)
- Villa Massimo- stipendium (1999)
- Cena Gerrita Engelkeho (2001)
- Cena Thomase Valentina (2001)
- Cena Hermanna Lenze (2007)
- Cena Rainera Malkowského (2010)
- Cena Franze Nabla (2011)
- Cena Wilhelma Müllera (2013)

## Dílo
- Das Vergnügen. Aufbau-Verlag, Berlin und Weimar 1984
- Glashaus, Aufbau-Verlag, Berlin und Weimar 1988
- Der Dienst. Suhrkamp Verlag, Frankfurt am Main 1990
- Dienst-Jahre und andere Prosa, Aufbau-Verlag, Berlin und Weimar 1991
- Die Überfliegerin. Suhrkamp Verlag, Frankfurt am Main 1995
- Sommer auf dem Eis. Frankfurt am Main 1998
- Milliarden neuer Sterne. Suhrkamp Verlag, Frankfurt am Main 1999
- Formen der inneren und äußeren Welt. Paderborn 2000
- Weggeküßt. Suhrkamp Verlag, Frankfurt am Main 2002
- Orte, Leipzig 2003
- Die Gesamtliebe und die Einzelliebe, Poetikvorlesungen. Suhrkamp Verlag, Frankfurt am Main 2004
- Wie weiter. Suhrkamp Verlag, Frankfurt am Main 2006
- Triest. Theater am Meer. Insel Verlag, Frankfurt am Main und Leipzig 2007 (Insel-Bücherei 1290)
- Ich muß mein Herz üben. Gedichte. Insel Verlag, Frankfurt am Main und Leipzig 2009 (Insel-Bücherei 1315)
- Im schönsten Fall. Suhrkamp Verlag, Berlin 2011